# ジム・ビーム
ジム・ビーム（Jim Beam）は、ケンタッキー州、クラーモントで蒸留製造されているバーボン・ウイスキーの銘柄である。この銘柄のウイスキーは、1795年以来、蒸留製造されている。ジム・ビーム銘柄を所有するビーム社は2014年に全株がサントリーホールディングスに総額160億ドルで買収され、2014年5月には社名をビーム サントリーに変更したが、2024年4月30日に社名をサントリーグローバルスピリッツに変更した。

## 蒸留製造者

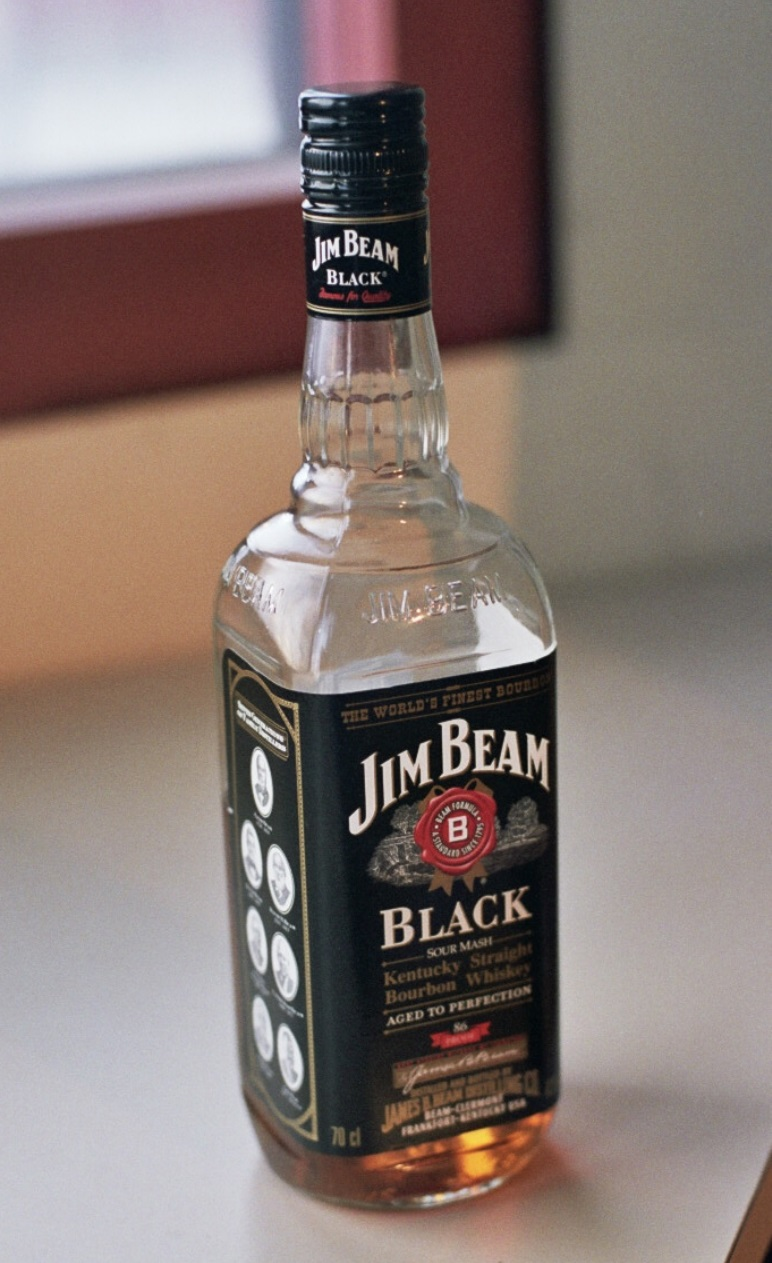
Jim Beam

創始者のヨハネス・ヤーコブ・ベーム（Johannes Jakob Böhm）は両親が18世紀半ばにドイツから米国に農業移民した一族で、ペンシルバニア州で生まれたのちメリーランド州に移り、実家の農園でウィスキー造りを始めた。1790年にケンタッキー州に移り住んで蒸留製造所を開き、1795年に「オールド・ジェイク・ビーム」のブランド名で初出荷し、以降酒造を専業とした。ビーム一族出身の七世代に渡るアルコール蒸留製造者がいる。
- ヨハネス・ヤーコプ・ベーム（1760年 - 1834年）※後に英国風にジェイコブ・ビームに改名。
- デヴィッド・ビーム（1802年 - 1854年）
- デヴィッド・M・ビーム（1833年 - 1913年）
- カーネル・ジェイムズ（ジム）・B・ビーム（1864年 - 1947年）
- T・ジェレマイア・ビーム（1899年 - 1977年）
- F・ブッカー・ノー II世（ジェイムズ・B・ビームの孫、1929年 - 2004年）
- フレッド・ノー（1957年 - 現在）

現在のマスター・ディスティラーのジェリー・ダルトン（1998年 - 現在）は、このバーボン銘柄において、ビーム一族出身でない最初のマスター・ディスティラーである。ビーム一族出身者たちが、なおヘヴン・ヒルの蒸留製造所にあってマスター・ディスティラーでもある。

## バーボンの種類
同様にビームの名で広く知られる、何種類かのジム・ビームが入手可能である：
- ジム・ビーム　（白ラベル 熟成 4年、40%）
- ジム・ビーム　ブラック（黒ラベル 熟成 6年超、45%）
- ジム・ビーム　ライ（緑ラベル ライ麦ウイスキー、40%）
- ジム・ビーム　デビルズカット（茶ラベル 45%）
- ジム・ビーム　ダブルオーク（紺ラベル 熟成 4年、43%）
- ジム・ビーム　ハニー（蜂蜜入りのリキュール、35%）
- ジム・ビーム　アップル（青りんご風味のリキュール、 35%）

ジム・ビームはまた、4種類のプレミアム・スモール・バッチ・バーボンを製造している：「ノブ・クリーク」、「ベイシル・ヘイディン」、「ベイカーズ」、そしてブッカー・ノーに因んで名づけられた「ブッカーズ」である。
2005年2月14日に、ジム・ビームは、1000万樽目のバレルを熟成用ラックに格納した。
ジム・ビームは、バーボンとされる必要条件に適っている。マッシュはトウモロコシが51％を越えており、新しい、焦がしたオークのバレル（樽）のなかで、米国の必要基準である 2年以上の長い期間貯蔵される（「ストレート・バーボン」の呼称が許可されるのに必要な熟成期間は 2年である。単なる「バーボン」には、このような必要熟成期間はない）。ジム・ビームは、グレインを膨らませるのにライ麦と大麦を使用している。
他のバーボンと同様に、ジム・ビームは、新しい発酵過程におけるイーストにとって良好な環境を生み出すため、前回の発酵のポーション（廃液の一部）を使用する。これは、サワードウ・ブレッドを作るとき使われるプロセスと非常によく似ているので、「サワー・マッシュ」（醸造仕込み液）として知られる。標準の白ラベルのジム・ビーム・ウイスキーは明るい琥珀色を呈する。
ジム・ビームの蒸留製造所は、アメリカン・ウイスキー・トレイル（American Whiskey Trail、EN）の一部である。

## その他のジム・ビーム関係の製品

### 食品
2004年7月26日に、タナシー・フッズ・LLC（Thanasi Foods LLC、ref）は、ジム・ビームに浸したスナック菓子製品である、ビーム・ソークド・サンフラワー・シーズ（註：「ビーム浸透のひまわりの種」の意味）を発売すると発表した。これは、オリジナル、バーベキュー、そしてハラペーニョの三種類の風味がある。2004年10月18日には、ジム・ビーム・ソークド・ビーフ・ジャーキーをこのシリーズに追加すると発表した。

### モーター・レーシング
- ロビー・ゴードン（Robby Gordon、EN）は、NASCAR・ネクステルカップにおいて、7番ジム・ビームを運転した（ジム・ビームはゴードンのスポンサーであった）。
- スティーヴン・ジョンソンとウィル・デヴィソンは、ジム・ビームがスポンサーとなった、17番と18番のディック・ジョンソン・レーシング（EN）チーム・カーを運転した。

## 日本における輸入元の変遷
日本ではニッカウヰスキーが1989年から取り扱っていたが、2013年よりサントリー酒類（新）が輸入販売を手掛けている（これと入れ替わり、ジャックダニエルやアーリータイムズなどの輸入権がサントリーからアサヒビールに移った）。